# Radical Software
Radical Software va ser una revista pionera sobre l'ús del vídeo com a mitjà artístic i polític, iniciada el 1970 a la ciutat de Nova York. Aleshores, el terme programari radical feia referència al contingut de la informació més que a un programa d'ordinador.

## Història
Els fundadors de la revista de vídeo de Radical Software van ser Phyllis Gershuny (Segura) i Beryl Korot.
El vídeo diari es va iniciar amb un qüestionari enviat a una gran varietat de persones interessades. El primer número va ser una edició creativa de les respostes al qüestionari més alguns articles especials addicionals. L'element més destacat de la revista de vídeo de Radical Software va ser l'estil i l'èmfasi emprats en l'edició. El contingut en si era una crida a prestar atenció a la manera com es difon la informació. I va ser una crida a fomentar la participació de la base en la creació d'un entorn d'informació exclusiu dels mitjans de difusió i corporatius. Es va convertir immediatament en important i popular ja que va copsar plenament allò que molta gent s’havia preocupat i pensat; donant a la seva introducció una sincronia de les idees del dia.
La seva edició va ser finalment assumida per la seva editorial original, Raindance Corporation, un grup poc format de videògrafs amb idees semblants: alguns amb una inclinació filosòfica, pintors i un aspirant a productor de Hollywood. Michael Shamberg, que va passar a ser productor de Hollywood, va coeditar el número 5 de Radical Software juntament amb Dudley Evenson. El marit de Dudley, Dean Evenson, va proporcionar articles, dibuixos tècnics i dibuixos animats. No tots els membres de Raindance van participar amb Radical Software. Ira Schneider es va afegir a la llista de fundadors, ja que es va reconèixer la seva importància en el manteniment d'una llista de distribució i es van reconèixer alguns suggeriments útils. Schneider no va editar cap dels números originals. Ell i Korot van passar a ser els redactors després de començar el tercer número. Va haver-hi una escissió en aquell moment en la direcció editorial i la visió original es va alterar per complir-la, provocant una fissura i la sortida prematura de Gershuny. Diversos números posteriors es van distribuir a altres grups i el format i la direcció van canviar una altra vegada. Es van produir onze números abans de plegar l'organització el 1974.